# 池有山
池有山，又稱玉羅府山、有池山，為台灣雪山山脈的知名山峰，標高3302.648公尺，山頂有三等三角點標號6317，位於臺中市和平區平等里與新竹縣尖石鄉玉峰村之間，雪霸國家公園東側園區內。台灣百岳排名第52，武陵四秀之一；因山嶺西部草原有新達池、亞美池與品田池等數座高山池塘，故名。岳界耆老邢天正在《台灣高山明細表》記載為「有池山」。溪頭群埤亞南泰雅族（馬尼布流域群，今南山村）稱呼為，音譯為塔馬拉普山；日語以漢字轉譯（音 tama-ra-fu）:上冊57-58。池有山在雪山山脈北側主脊北東稜上，西側連接品田山，東側則接桃山、詩崙山與喀拉業山。

## 攀登路線
要攀登池有山，可由武陵農場往桃山瀑布的步道上的岔路可通往三叉營地，由此處登池有山最近，也是攀武陵四秀的方法之一。

## 山难
2022年9月11日，時任台北地方法院家事庭法官陳伯均於早上和妻子小孩四人前往攀爬池有山。當時，中度颱風梅花過境，外圍環流帶來雨水和大風。10點38分，陳伯均一家人在桃山山屋偶遇協作山友廖啓睿。風雨漸大，勸告返回卻仍堅持攻頂。並於下午時於三叉營地迷路，陳自行尋路，並告訴妻子若30分鐘後沒返回就求救，後失聯。11日，救難隊員尋獲其妻和兩名孩子。隔日護送下山。在14日尋獲遺體，研判為失足跌落。

## 外部連結
- 大霸/聖稜線段 （页面存档备份，存于） - 國家步道系統
- 中華民國山岳協會 - 最初為「台灣山岳會」
- 雪霸聖稜線
- 聖稜線 （页面存档备份，存于） - 聖稜線步道稜脈圖 （页面存档备份，存于）
- 聖稜線 - 連峰照片
- 雪山山脈的聖稜、南稜與西南稜線 - 連峰照片
- 山情點滴─山與人的故事 （页面存档备份，存于）